# تشيدلو (تشيشير)
تشيدلو (بالإنجليزية: Chidlow, Cheshire)‏ هي قرية و أبرشية مدنية تقع في المملكة المتحدة في إنجلترا.  يقدر عدد سكانها بـ 8 نسمة .